# 木更津市立富来田中学校
木更津市立富来田中学校（きさらづしりつ ふくたちゅうがっこう）は、千葉県木更津市にある公立中学校。
木更津市立富来田小学校出身者が入学する。

## 周辺施設
- 木更津市立富来田小学校
- 富来田公民館
- 馬来田駅